# Gabriele Kühn
Gabriele Kühn (n. 11 martie 1957, Dresda, RDG) este o canotoare ce a reprezentat Republica Democrată Germană, medaliată olimpică. A participat la 2 ediții ale Jocurilor Olimpice (1976, 1980) în care a câștigat două medalii de aur.